# Centrale hydroélectrique de Masinga
La centrale hydroélectrique de Masinga, (Masinga Hydroelectric Power Station)  également le barrage de Masinga, (Masinga Dam) est un barrage en remblai sur la rivière Tana, la plus longue rivière du Kenya. Il chevauche la frontière des comtés d'Embu et de Machakos dans la province de l'Est et est situé à environ 106   km. (66   km.), par la route, au nord-est de Nairobi, la capitale du Kenya et la plus grande ville.
La construction du barrage a commencé en 1978 et été achevé en 1981. Il appartient à Tana and Athi Rivers Development Authority (TARDA). Le barrage est utilisé pour la production d'électricité et fait partie du programme Seven Forks.

## Barrage
Le barrage de Masinga est un barrage en remblai de 60 m de haut et 2 200 m de long. Le volume du barrage est de 4 950 000 m3. Il comprend un déversoir et une sortie inférieure,,,,.
Le débit de la rivière Tana fluctue considérablement : la moyenne est de 94 m3/s, le maximum de 1 926 m3/s et le minimum de 17 m3/s. Il existe deux saisons des pluies : la première dure généralement d'avril à juin, la seconde de novembre à décembre.
A plein niveau du réservoir (crue maximale de 1 056,5 m)  le réservoir du barrage a une superficie de 120 km2 et sa capacité totale est de 1,56 million de m3. Le niveau de fonctionnement minimum est de 1 037 m. Le 26 juin 2007, KenGen a fermé la centrale électrique car le niveau d'exploitation était tombé à 1 035,5 m. Au moment de la fermeture, la centrale produisait 14 MW.
En raison de son volume, le réservoir est crucial pour réguler le débit d'eau des 4 autres centrales hydroélectriques en aval,,,,.

## Centrale électrique
La centrale hydroélectrique au fil de l'eau est devenue opérationnelle en 1981. Elle appartient à TARDA, mais est exploité par Kenya Electricity Generating Company (KenGen). La centrale a une capacité nominale de 40 MW. Sa production annuelle moyenne se situe entre 128 (en 2008) et 232 (en 2007) GWh, selon le débit d'eau de la rivière Tana,,,,.
La centrale contient 2 turbines-générateurs Kaplan de 20 MW chacune. Les turbines ont été fournies par Escher Wyss, les générateurs par ABB. La hauteur hydraulique maximale est de 49 m, le débit maximum par turbine est de 45,9 m3/s,,,,.

## Autour du projet
Des études de faisabilité ont été réalisées dans les années 1970 et ont confirmé la viabilité d'une cascade de centrales hydroélectriques le long de la rivière Tana : Masinga, Kamburu, Gitaru, Kindaruma, Kiambere, Karura, Mutonga, Low Grand Falls, Usheni, Adamsons Falls et Kora. Jusqu'à présent, seuls les cinq premières ont été construites.
Les plans pour hausser le barrage de 1,5 m afin d'augmenter le volume du réservoir jusqu'à 2 milliards de m3 ont finalement été annulés. Le coût aurait été de 15 millions USD.
En février 2018, KenGen a ressorti des plans pour élever le mur du barrage de Masinga de 2 m, et installer un équipement de pompage pour recycler le rejet d'eau en aval vers le barrage pour une production d'électricité régulière pendant les saisons sèches. L'Agence française de développement (AFD) a accepté de prêter les 21 millions de shillings (169 000 €) nécessaires à la réalisation d'une nouvelle étude de faisabilité et d'impact environnemental. L'AFD a retenu le groupe EDF, société française pour réaliser l'étude.

## Faits divers
Les fortes pluies de mars 2018 ont provoqué d'importantes inondations dans toute la région de la rivière Tana. Le 17 mai 2018, il a été annoncé que le barrage de Masinga avait atteint sa capacité maximale et commencé à déborder. Alors que les garanties en place ont empêché le barrage de tomber en panne, d'autres barrages en aval avaient déjà atteint leur capacité maximale et les autorités ont conseillé l'évacuation des villes de Garissa, Garsen, Hola et Bura.